# Sumatra (Flórida)
Sumatra é uma região censo-designada localizada no estado americano de Flórida, no Condado de Liberty.

## Geografia
De acordo com o United States Census Bureau, a cidade tem uma área de 2,5 km².

## Demografia
Segundo o censo nacional de 2010, a sua população é de 148 habitantes e sua densidade populacional é de 59 hab/km².

## Marco histórico
Sumatra possui apenas uma entrada no Registro Nacional de Lugares Históricos, o Memorial Histórico de Forte Gadsden, o qual também é um Marco Histórico Nacional.